# Marc Pajot
Marc Pajot (La Baule-Escoublac, 21 de septiembre de 1953) es un deportista francés que compitió en vela en las clases 470 y Flying Dutchman. Es hermano del también regatista Yves Pajot.
Participó en dos Juegos Olímpicos de Verano en los años 1972 y 1976, obteniendo una medalla de plata en Múnich 1972 en la prueba Flying Dutchman. Ganó dos medallas en el Campeonato Mundial de Flying Dutchman, plata en 1973 y oro en 1975, y una medalla de bronce en el Campeonato Europeo de Flying Dutchman de 1973.
Además, obtuvo dos medallas en el Campeonato Europeo de 470, bronce en 1967 y plata en 1968.

## Palmarés internacional
| Campeonato Europeo | Campeonato Europeo | Campeonato Europeo | Campeonato Europeo |
| Año                | Lugar              | Medalla            | Clase              |
| ------------------ | ------------------ | ------------------ | ------------------ |
| 1967               | Lacanau (Francia)  | Medalla de bronce  | 470                |
| 1968               | Palamós (España)   | Medalla de plata   | 470                |

| Juegos Olímpicos   | Juegos Olímpicos           | Juegos Olímpicos  | Juegos Olímpicos |
| Año                | Lugar                      | Medalla           | Clase            |
| ------------------ | -------------------------- | ----------------- | ---------------- |
| 1972               | Múnich (RFA)               | Medalla de plata  | Flying Dutchman  |
| Campeonato Mundial |                            |                   |                  |
| Año                | Lugar                      | Medalla           | Clase            |
| 1973               | Rochester (Estados Unidos) | Medalla de plata  | Flying Dutchman  |
| 1975               | Búfalo (Estados Unidos)    | Medalla de oro    | Flying Dutchman  |
| Campeonato Europeo |                            |                   |                  |
| Año                | Lugar                      | Medalla           | Clase            |
| 1973               | Thun (Suiza)               | Medalla de bronce | Flying Dutchman  |